# Exposition universelle de 1851

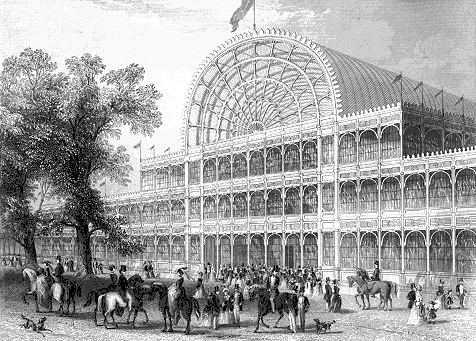
Le Crystal Palace

La Great Exhibition of the Works of Industry of all Nations (grande exposition universelle des travaux de l'industrie de toutes les nations) de 1851 est la première des expositions universelles. Elle a lieu du 1er mai au 15 octobre 1851 à Londres.

## Origine et cadre de l'Exposition
L'idée d'organiser à Londres une exposition internationale qui réunirait dans un lieu unique les productions artisanales et industrielles du monde entier vint à Henry Cole lors d'une visite à l'Exposition Nationale des produits de l'industrie agricole et manufacturière de 1849, la 11e et dernière édition de l'Exposition des produits de l'industrie française, tenue à Paris depuis 1798, à la suite du succès de la précédente exposition de 1845. De retour au pays, ce responsable aux archives et fondateur des éphémères mais influentes manufactures d'art de Summerly développa son idée et obtint le soutien du prince Albert, l’époux de la reine Victoria, en tant que président de la Société royale des arts. Le prince consort n'eut par la suite de cesse de porter le projet, qui lui resta fortement associé.

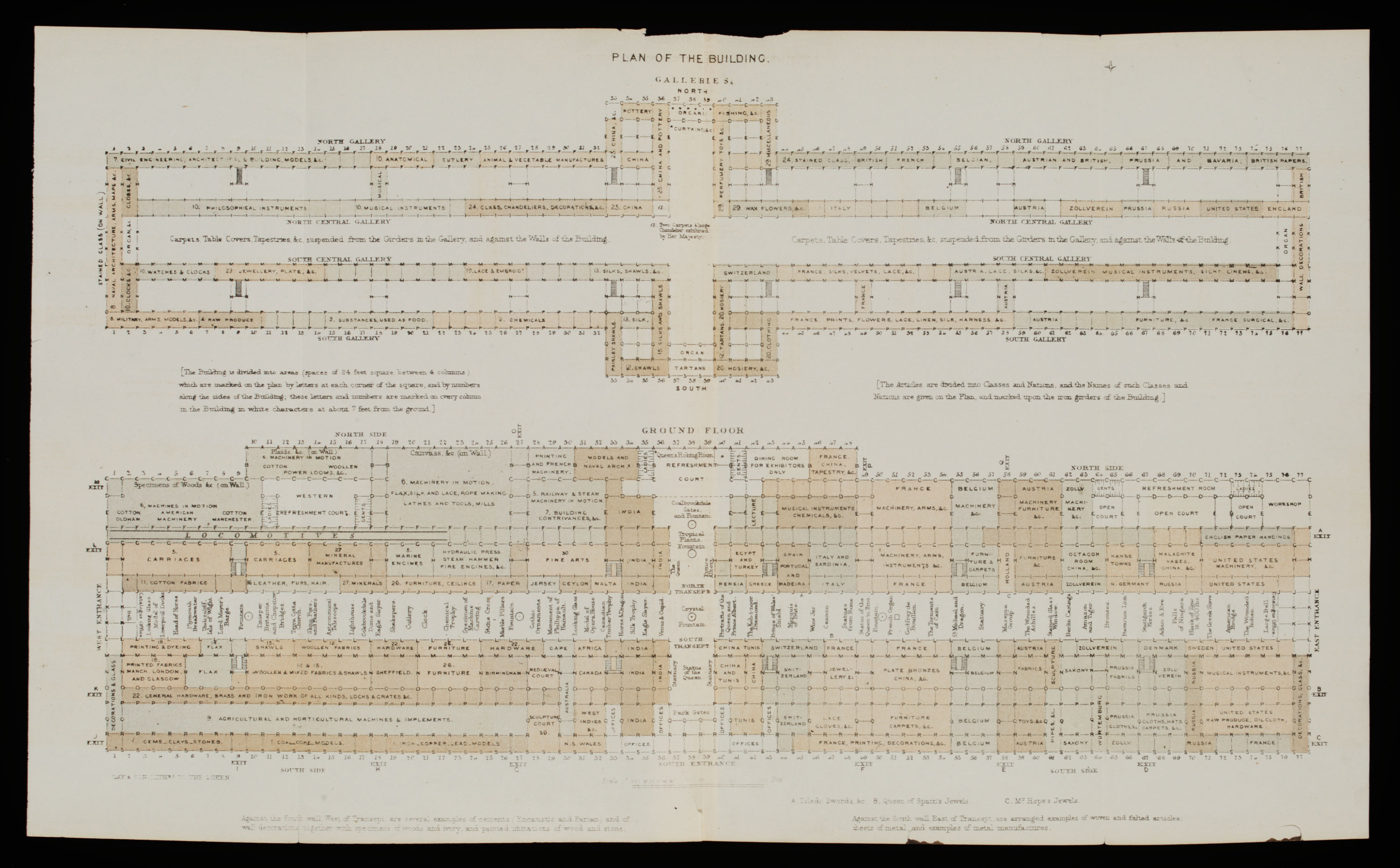
Plan du Crystal Palace lors de l'Exposition universelle de 1851.

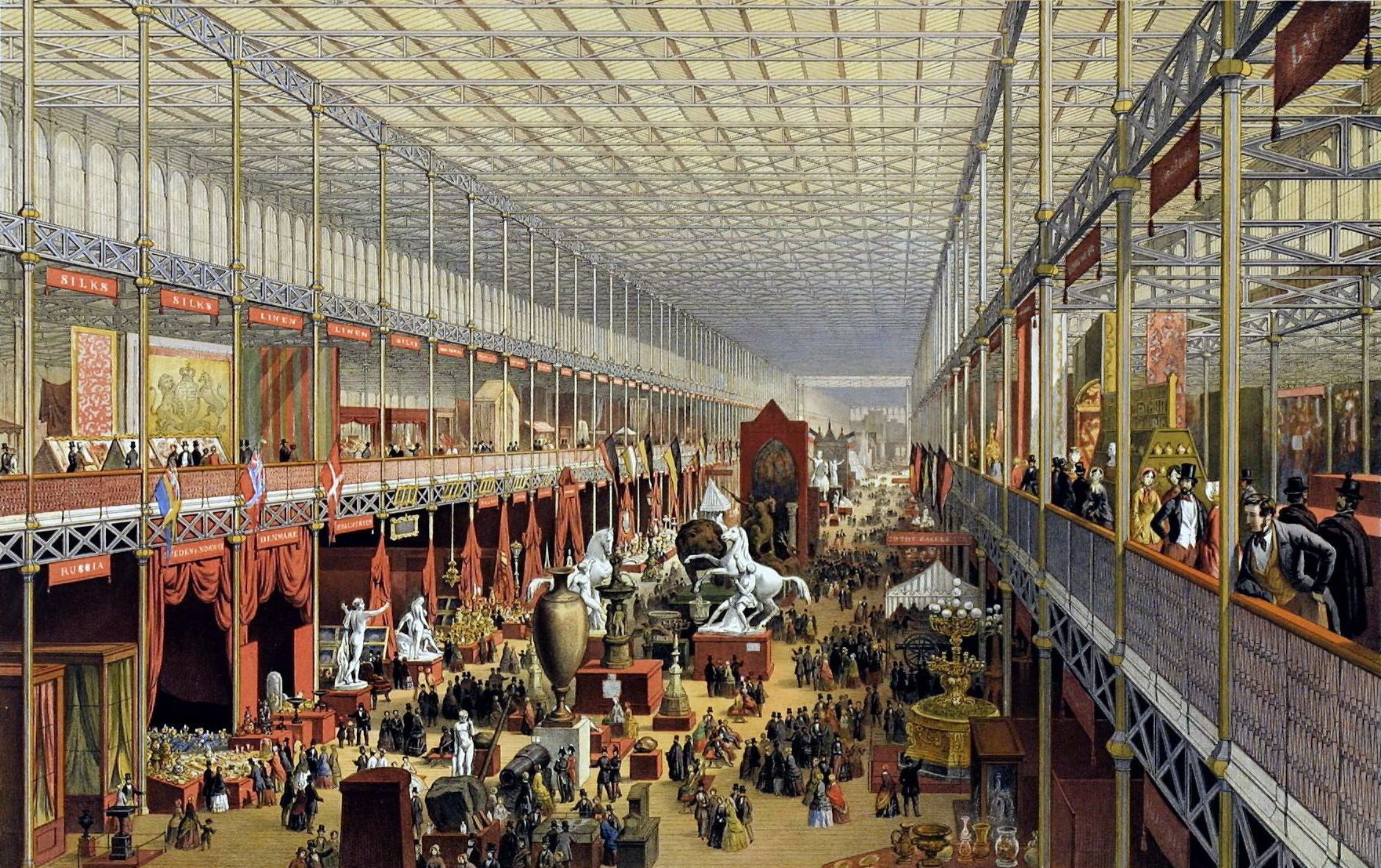
Les exposants à l'intérieur du Crystal Palace

L'ouverture officielle de l'Exposition eut lieu à Hyde Park, au sein du Crystal Palace, une immense bâtisse de verre (400 tonnes) et de métal (4 000 tonnes) conçue à cette occasion par Joseph Paxton (1801-1865). La construction, fondée sur un principe d'assemblage d'éléments préfabriqués, eut lieu en un temps record. Sur une superficie de 7,5 ha, environ 17 000 exposants, issus pour moitié de plus de quarante pays étrangers, pour moitié de l'empire britannique, étaient répartis en quatre sections qui furent reprises lors des Expositions universelles postérieures : matières premières, machines, produits manufacturés, objets d'art. À la fin de l'exposition, le Crystal Palace fut démonté et reconstruit dans un parc au sommet de Sydenham Hill en 1852.
Le succès de l'évènement fut indéniable, avec plus de six millions d'entrées, soit l'équivalent de plus du quart de la population du Royaume-Uni de l'époque. Il ne fut cependant pas réellement « populaire » dans la mesure où les plus pauvres des Londoniens ne pouvaient se permettre de payer au minimum un shilling pour avoir accès au Crystal Palace. Là n'était d'ailleurs pas l'objectif, le public visé relevant davantage de l'artisanat et des classes moyennes.
Le bénéfice net s'éleva à 195 000 livres. Le prince Albert et Henry Cole proposèrent d'utiliser cette somme pour créer un grand centre éducatif qui rapprocherait institutions éducatives, sciences et arts dans la continuité des objectifs qui avaient été fixés à la Great Exhibition. Un grand terrain fut acquis dans ce but au sud de Hyde Park, à South Kensington. Sur ce terrain, bientôt surnommé Albertopolis, furent édifiés le Victoria and Albert Museum, le Science Museum et le Natural History Museum.

## Les objectifs de l'Exposition

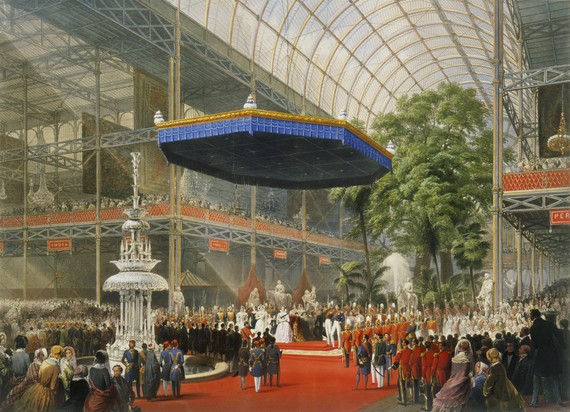
La reine Victoria inaugurant l'Exposition le 1851

### Éduquer les Britanniques dans le culte de la machine
L'Exposition se voulait d'abord un moyen d'éducation du peuple britannique et, au-delà, du monde dans son entier : développer le goût des classes moyennes et élever moralement les milieux ouvriers, même si on ne se donnait pas réellement les moyens pour ce second objectif compte tenu du prix relativement élevé du ticket d'entrée (cf. plus haut). Surtout, l'Exposition devait diffuser auprès des artisans et industriels britanniques les évolutions technologiques les plus récentes : « c'est l'un des aspects essentiels de [ce type] d'exposition, où la machine est quasi divinisée ».

### Assurer la paix mondiale grâce au libre échange
Autre objectif, si l'on en croit le discours inaugural de la reine Victoria : promouvoir la paix, la fraternité et la solidarité entre les peuples du monde entier. C'est là un élément central du discours diffusé par les organisateurs de l'Exposition universelle de 1851 : le commerce, dès lors qu'on développe, dans la lignée d'Adam Smith, le libre-échange et la division du travail, est seul à même de créer chez chacun la profonde conviction de l'unité du genre humain et d'assurer le bonheur complet d'une humanité débarrassée de ses maux. Alors qu'on n'en est encore qu'à la phase préparatoire de l'Exposition, le 21 mars 1850, le prince Albert l'exprime clairement dans son discours de Mansion House : 

« Nous vivons une période de transition extraordinaire, qui nous mène à cette fin glorieuse vers laquelle tend toute l'histoire : l'achèvement de l'unité de l'humanité. [...] Le grand principe de la division du travail, qu'on peut concevoir comme l'élément moteur de la civilisation, est étendu à toutes les branches de la science, de l'industrie et de l'art. [...] Les ressources du monde entier sont à notre disposition et nous n'avons qu'à choisir ce qui est le meilleur et le plus économique pour servir nos fins ; les puissances de production sont confiées au stimulus de la compétition et du capital. »

On retrouve là chez le prince consort les accents d'un Richard Cobden vantant les perspectives radieuses offertes par le développement du commerce. Ce dernier, « grâce au libre échange, doit permettre harmonie et paix parmi les nations, civilisées ou non, en répartissant les tâches de chacun selon le principe de la division du travail et des avantages comparatifs. »
Chanter les louanges du libre échange était d'autant plus évident pour les Britanniques que ceux-ci en avaient peu à peu fait au cours des décennies précédentes un des principaux axes de leur politique mondiale, la suppression des Corn Laws en 1846 ne marquant que le terme d'une appropriation identitaire et nationale de la doctrine libre échangiste. Il était dès lors logique qu'une certaine vision britannique du monde, centrée sur le développement de la production industrielle et des échanges commerciaux, prenne corps et visibilité sous les voûtes d'un Crystal Palace qui, « chef-d'œuvre de l'architecture industrielle » démontrait par lui-même la virtuosité technique britannique : comme le souligne Charles-François Mathis, « cette vision du monde n'était pas partagée par tous, mais par une forte majorité de la population [britannique], toute prête à défendre ce qui vient de propulser le pays à l'avant-garde de la civilisation ». Le triomphe industriel britannique éclata à tout point de vue alors, le fait que plus de la moitié des exposants soient britanniques accréditant l'image d'une Grande-Bretagne « atelier du monde ».

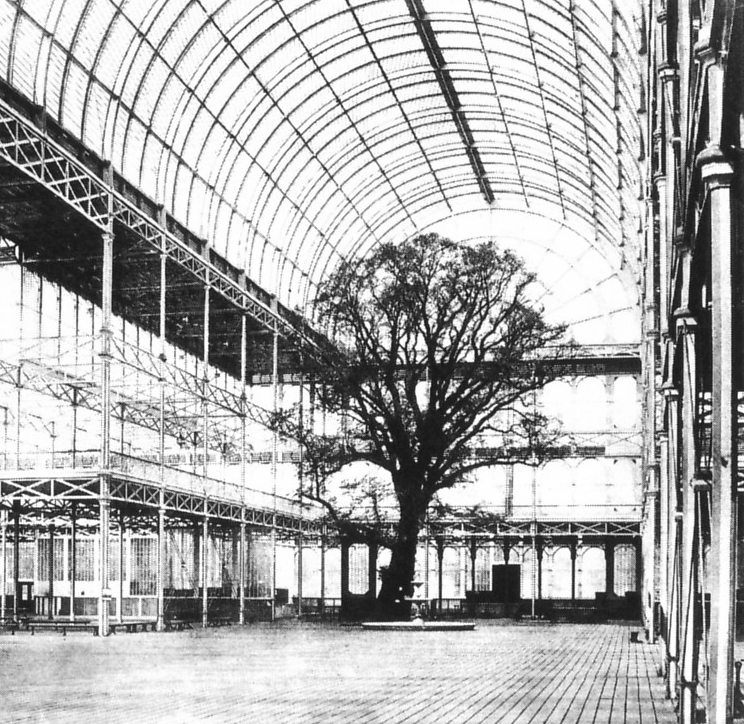
Photo de l'arbre planté à l'intérieur du Crystal Palace.

Parmi ces plus de 7000 exposants britanniques, on doit souligner qu'un bon nombre n'étaient pas issus de Grande-Bretagne mais de l'empire, pièce maîtresse d'une exposition au sein de laquelle « les productions transportables de chaque colonie [furent] présentées ». De ce point de vue, l'Exposition contribua à souligner, auprès de l'étranger comme de l'Anglais moyen, la grandeur impériale du Royaume-Uni, outil privilégié de l'emprise britannique sur le monde.
Par ailleurs, l'organisation de la Great exhibition, témoignait également de la solidité de l'ordre social et du trône britannique. Démentant les craintes de débordements révolutionnaires, les foules qui se pressèrent à Londres démontrèrent leur respectabilité et leur déférence aux pouvoirs et aux hiérarchies en place. Cela n'avait en effet rien d'évident pour les contemporains de l’événement, dans un contexte, même déclinant, d'agitation chartiste et trois ans seulement après le Printemps des peuples. L'Exposition de 1851 fut de ce point de vue considérée par beaucoup comme une vitrine du capitalisme et une réponse à la montée en puissance de la doctrine et de l'engagement socialiste. Les élites du temps voulurent interpréter cette réussite comme le symbole du triomphe des valeurs victoriennes d'honnêteté, de modestie et de travail. François Bédarida parle ainsi pour qualifier le discours qui innervait l'Exposition d'« évangile du travail : à travers le gigantesque rassemblement des créations de l'industrie humaine, il s'agissait d'abord d'honorer les abeilles laborieuses de la ruche mondiale ».
Plus largement, The Great Exhibition of the Works of Industry of all Nations marqua l'acmé du triomphe industriel et commercial de la Grande-Bretagne victorienne et de son emprise sur le monde, de manière formelle ou informelle (sphère d'influence et empire informel). Cette domination tendit par la suite, et notamment à partir des années 1870/1880, à décliner face à la concurrence de nouvelles puissances telles que les États-Unis ou l'Allemagne,.